# 湘琴蛙
湘琴蛙（学名：Nidirana xiangica），一种分布于中国南方地区的两栖动物，隶属于蛙科琴蛙属。模式产地为中国湖南省浏阳市大围山。本种过去长期被鉴定记录为弹琴蛙（Nidirana adenopleura）。

## 形态特征
湘琴蛙体型大，身体细长。雄蛙体长56.3～62.3毫米，雌蛙体长53.5～62.6毫米。身体背部粗糙，呈棕绿色，具白色角质刺；体侧下部黄白色，具黑色斑纹和黄色瘰粒。四肢背面棕色，后肢具有绿色横斑。喉部和胸前部深紫棕色；躯干和四肢腹面乳白色；大腿后部染粉色。虹膜上1/3部棕白色，下2/3部红棕色。